# Mörby, Mjölby kommun

Mörby är en gård i Hogstads socken, Mjölby kommun, Östergötlands län. Gården bestod av 3 3⁄4 mantal.